# سامح الدربالي
سامح الدربالي لاعب كرة قدم تونسي يلعب حاليا لنادي الترجي الرياضي التونسي ويشغل مركز قلب دفاع، من مواليد 23 نوفمبر 1986.

## مسيرته الرياضية
1. الترجي الرياضي التونسي على فترتين الأولى 2009 \ 2011 ثم الثانية 2016.
2. الأولمبي الباجي التونسي 2011 \ 2016.
3. الأهلي طرابلس الليبي 2017.[4]
4. الترجي الرياضي التونسي 2018 - إلى الآن

## إنجازاته
- تحصل مع نادي الترجي الرياضي على لقب دوري أبطال أفريقيا.[5]

## روابط خارجية
- سامح الدربالي على موقع قاعدة بيانات كرة القدم.إي يو (الإنجليزية)
- سامح الدربالي على موقع ناشيونال فوتبول تيمز (الإنجليزية)
- سامح الدربالي على موقع Soccerway.com (الإنجليزية)